# 南洲站
南洲站是廣州地鐵2號線及广佛地铁的換乘站，位於中國廣東省廣州市海珠區南洲路東曉南路口的地底，於2010年9月25日啟用。

## 車站結構

### 車站樓層
南洲站共设有三層。地面為车站各出入口，周边为南洲路、東曉南路、东晓南路高架至海珠湾隧道行车桥、海珠交通换乘枢纽和其它住宅小区及建築；地下一層為站厅；地下二層為廣佛地鐵月台以及2号线设备区；地下三層為2號线月台。
| 地下一层 | 站厅                                 | 售票機、客服中心、商店、警务室、母婴室、安检设施 |  |  |
| 地下二层 | 设备区                               | 车站设备                                         |  |  |
|          | 4 站台                               | █广佛线 新城東方向（下站：石溪）                 |  |  |
|          | 岛式站台（卫生间）；前往 █2号线 站台 |                                                  |  |  |
|          | 3 站台                               | █广佛线 沥滘方向（下站：沥滘）                   |  |  |
| 地下三层 | 2 站台                               | █2号线 广州南站方向（下站：洛溪）                |  |  |
|          | 岛式站台；前往 █广佛线 站台          |                                                  |  |  |
|          | 1 站台                               | █2号线 嘉禾望岗方向（下站：东晓南）              |  |  |

### 站厅

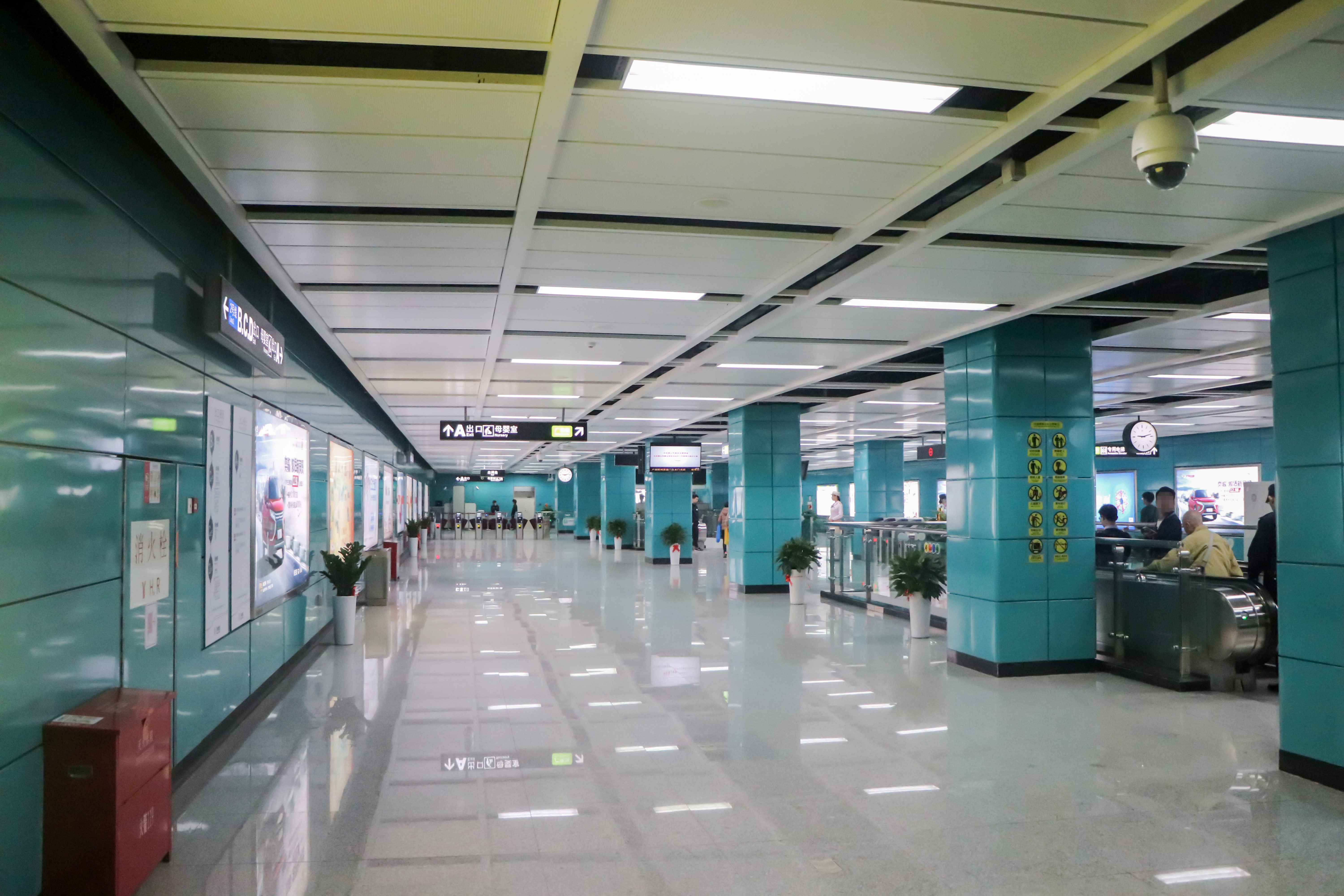
站厅（广佛线一侧）

南洲站站厅呈「7」字型布置，南北向部分為2號線，東西向部分為广佛线。为方便行人进出，付费区设于2号线站厅西侧以及广佛线站厅南侧，收费区内设有多组扶手电梯及一组楼梯可供乘客来往不同线路的月台，亦设有1台贯通两线站台的专用电梯。
此外，南洲站在站厅层非付费区内设有便利店等商店。站內亦設有自动售卖机、自动照相机、自动售卡/充值机等设施。
本站的母婴室设于广佛线站厅西侧的非付费区处。

### 月台以及换乘
南洲站设有两个岛式月台，其中2號线月台設於東曉南路南延線的地底，廣佛地鐵月台則設於南洲路南側的地底。兩線月台組成一個「7」字型。廣佛地鐵月台為地下二層，2號线月台為地下三層。值得一提的是，广佛线月台配色采用棕色陶瓷掛板，与站厅以及2号线月台使用的湖藍色焗漆板不同。
虽然地下二、三層之間設有樓梯連接廣佛地鐵月台東端及2號线月台北端供乘客在兩線之間换乘，但因該楼梯较窄、時常有擁塞現象，換乘較為緩慢。乘客可繞經站厅换乘，亦可通過貫通本站三層的升降機進行更為直接的換乘。
本站卫生间位于广佛线月台往新城东方向的一侧。

### 出入口
南洲站总共设有6个出入口，现时開通5个。
本站开通初期设B、C2出入口；海珠交通换乘枢纽启用後开通C1出入口；2016年農曆新年前開通D出入口。另有兩個出入口位于广佛线站厅，其中A出入口随广佛线车站部分启用而启用，E出入口则需留待南洲名苑上盖建设合建口而缓建，故暂不开通。
值得一提的是，D出入口因橫跨南洲路的一段通道埋深較大，比車站站厅更深。因此該出入口採用了特別的設計：乘客經D出入口出站時，需要先經樓梯往下走；走過通道後再經扶梯或樓梯往上抵達地面。進站時則相反。
|                                                     |                                                           |      |          |                                                                       |
|                                                     |                                                           |      |          |                                                                       |
| 编号                                                | 设施                                                      | 照片 | 出口指示 | 建议前往的目的地                                                      |
| A                                                   | 盲道标志 · 扶手电梯标志                                   |      | 南洲路   | 公交：南洲名苑（瑞宝花园）站                                          |
| B                                                   | 盲道标志 · 扶手电梯标志                                   |      | 南洲路   |                                                                       |
| C1                                                  |                                                           |      | 南洲路   | 海珠客运站、海珠交通换乘枢纽 公交：海珠客运站总站、海珠客运站（东行） |
| C2                                                  | 盲道标志 · 轮椅升降台标志 · 无障碍通道标志 · 扶手电梯标志 |      | 南洲路   |                                                                       |
| D                                                   | 盲道标志 · 扶手电梯标志                                   |      | 南洲路   | 东晓南路 公交：海珠客运站（西行）                                     |
| E                                                   |                                                           |      |          | （预留出入口）                                                        |
| 註： 設有 \| 設有 \| 設有輪椅升降台 \| 設有扶手電梯 |                                                           |      |          |                                                                       |

## 接駁交通
| 编号       | 编号  | 线路                         | 线路 | 线路                   | 收费 | 运营商   | 备注                 |
| ---------- | ----- | ---------------------------- | ---- | ---------------------- | ---- | -------- | -------------------- |
|            | 5     | 沥滘                         | ⇆    | 广州火车站（草暖公园） | 2元  | 一汽三分 |                      |
|            | 9     | 中山八路                     | ⇆    | 沥滘                   | 2元  | 一汽三分 | 经内环路、工业大道   |
|            | 35    | 大学城（科学中心）           | ⇆    | 文德路                 | 3元  | 一汽三分 |                      |
|            | 59    | 广州火车东站                 | ⇆    | 沥滘                   | 2元  | 二巴一分 |                      |
|            | 70    | 沥滘                         | ⇆    | 水秀一路               | 2元  | 一汽一分 |                      |
|            | 79    | 洛溪新城（五湖四海渔人码头） | ⇆    | 东沙（健康港）         | 2元  | 巴士电车 |                      |
|            | 82    | 中山八路                     | ⇆    | 沥滘                   | 2元  | 巴士一分 | 经江南大道、东晓南路 |
|            | 125   | 丽江花园                     | ⇆    | 花园酒店               | 3元  | 番广客运 |                      |
|            | 129   | 南國奧林匹克花園             | ⇆    | 錦城花園（东风东）     | 3元  | 一汽三分 |                      |
|            | 180   | 解放北路（应元路口）         | ⇆    | 南洲路（小洲南路口）   | 2元  | 巴士一分 |                      |
|            | 221   | 锦城花园（东风东）           | ⇆    | 沥滘                   | 2元  | 珍宝巴士 |                      |
|            | 230   | 南边路                       | ⇆    | 华工大                 | 3元  | 新穗巴士 | 使用双层巴士运营     |
|            | 287   | 晓港湾                       | ⇆    | 动物园（先烈中路）     | 2元  | 巴士三分 |                      |
|            | 288   | 祈福新邨                     | ⇆    | 西华路尾               | 3元  | 番广客运 |                      |
|            | 303   | 番禺市桥汽车站               | ⇆    | 太古仓路               | 3元  | 番广客运 |                      |
|            | 309   | 大石地铁站                   | ⇆    | 滘口客运站             | 3元  | 番广客运 |                      |
|            | 546   | 南洲花园                     | ⇆    | 机场路                 | 3元  | 巴士一分 |                      |
|            | 836   | 白云山制药厂                 | ⇆    | 沥滘                   | 3元  | 巴士一分 |                      |
| 白云区医院 | 836   | 区间快线 ⇆                   | 上涌 |                        | 3元  | 巴士一分 |                      |
|            | 960   | 地铁沥滘站                   | ↻    | 南洲花园               | 2元  | 巴士一分 | 30分/班              |
|            | 964   | 地铁沥滘站                   | ⇆    | 逸景翠园               | 2元  | 巴士一分 |                      |
|            | 987   | 天安科技园                   | ⇆    | 沥滘                   | 3元  | 番广客运 |                      |
|            | 991   | 地铁沥滘站                   | ↺    | 地铁东晓南站           | 2元  | 巴士一分 |                      |
|            | 夜24  | 白云山制药厂                 | ⇆    | 紙廠橫馬路             | 4元  | 巴士一分 | 836路附属线路        |
|            | 夜30  | 沥滘路西                     | ⇆    | 罗冲围（松南路）       | 4元  | 巴士一分 | 88路附属线路         |
|            | 夜55  | 广州火车站（草暖公园）       | ⇆    | 小洲村口               | 4元  | 一汽三分 |                      |
|            | 夜102 | 广州南站                     | ⇆    | 东山                   | 4元  | 番广客运 | 303A路附属线路       |

| 编号 | 编号   | 线路           | 线路 | 线路       | 收费 | 运营商   | 备注          |
| ---- | ------ | -------------- | ---- | ---------- | ---- | -------- | ------------- |
|      | 582    | 海珠客运站     | ⇆    | 凌塘村     | 2元  | 巴士三分 |               |
|      | 762    | 海珠客运站     | ⇆    | 黄埔古村   | 2元  | 一汽三分 |               |
|      | B7     | 海珠客运站     | ⇆    | 车陂路     | 2元  | 巴士三分 |               |
|      | B7快线 | 海珠客运站     | ⇆    | 车陂路     | 2元  | 巴士三分 |               |
|      | 夜4    | 恒福路         | ⇆    | 海珠客运站 | 3元  | 一汽三分 | 10路附属线路  |
|      | 夜44   | 海珠客运站     | ⇆    | 桥中       | 3元  | 巴士一分 | 208路附属线路 |
|      | 夜128  | 大学城（广工） | ⇆    | 海珠客运站 | 3元  | 巴士一分 | 86路附属线路  |

## 利用状况
南洲站周围有西滘村、南洲名苑、爱都新天地等城中村或住宅区，因此有不少乘客利用車站往返其他地區。同时车站邻近海珠客运站，本站因而成為連接廣州市區各地及廣東省內外的陸路交通樞紐。不少乘客亦會攜帶大量行李物品进站。而在广佛线开通后，本站成為換乘站，吸引到不少乘客在本站通過廣佛線來往瀝滘站，以在2號線和3號線之間換乘。

## 历史
南洲站最早出现在1997年的《廣州市城市快速軌道交通線網規劃研究（最終報告）》中，为拆解后2号线南端倒数第二个车站，位置与现时大致相同。後來在2000年方案中，因應番禺撤市建區，2号线改為從南洲南延至广州新客站（现广州南站），仍设置本站；直到2003年方案中，南洲至後滘段被划分为广佛地铁廣州段的一部分，与此同时本站被规划成一个换乘车站，并最终落实。
本站于2007年5月开始围蔽施工。2009年2月16日，工地附近的南洲路和东晓南路交界路口发生地陷，范围约十几平方米，最深处达一米左右；同年9月，本站因土建质量安全不达标遭广州市建委通报批评。2010年9月25日，本站随新二号线、八号线开通运营而正式启用。
虽然本站作為兩線換乘站，統一設計和建設，廣佛線部分的站厅和月台亦早已由2號線南延段工程建成，但因广佛地铁终点站沥滘站施工受阻，全線工期受嚴重影響，導致本站的施工圍蔽時間亦被大幅拖長，等候配合廣佛線的盾構區間施工。
隨著廣佛地鐵終點站沥滘站完成建設，2018年11月12日，广佛线本站与沥滘站正式移交运营进行调试。同年12月28日首班车起，本站广佛线站厅部分及月台层随广佛地铁燕崗站至瀝滘站开通而启用。
2022年，本站曾多次受疫情防控措施影响而需要调整服务。4月疫情期间，本站于2022年4月12日至4月17日暂停进出站服务，仅保留站内换乘功能。年末疫情期间，本站于11月5日9时至11月30日下午再度停止进出站；期间为服务成人高考等考试考生，5日及6日的早上9时前仍可进出站。